# يوسف شاهين
يوسف شاهين (25 يناير 1926 – 27 يوليو 2008) مخرج أفلام مصري ذو شهرة عالمية، عُرف بأعماله المثيرة للجدل، وبرباعيته السينمائية التي تتناول سيرته الذاتية (إسكندرية... ليه؟ - حدوتة مصرية - إسكندرية كمان وكمان - إسكندرية - نيويورك).
نشط شاهين في صناعة السينما المصرية منذ عام 1950 وحتى وفاته. أخرج اثني عشر فيلمًا تم إدراجها في قائمة أفضل 100 فيلم مصري. حصل شاهين على جائزة الذكرى الخمسين لمهرجان كان السينيمائي وكان له الفضل في اكتشاف الممثل عمر الشريف. حظي شاهين بتقدير كبير لدى النقاد، وكثيرًا ما كان حاضرًا في المهرجانات السينمائية خلال العقود الأولى من عمله.
أخرج شاهين خلال مسيرته الممتدة على مدى 50 عام العديد من الأفلام لنجوم الغناء العرب منهم ليلى مراد في (سيدة القطار) 1952 وشادية وفريد الاطرش في (انت حبيبي) 1957 وفيروز في فيملها الاول (بياع الخواتم) 1965 ومحمد منير في (حدوتة مصرية)، كما قدم المطربة اللبنانية ماجدة الرومي في فيلم (عودة الابن الضال) عام 1976، أما آخر أفلام شاهين فكان فيلم (هي فوضى؟!) الذي يتناول علاقة المواطن بجهاز الشرطة وشارك في إخراجه تلميذه خالد يوسف.
نال شاهين العديد من الجوائز وتم تكريمه في عدد من المهرجانات السينمائية العربية والمصرية كان آخرها في الدورة الثانية والعشرين لمهرجان القاهرة السينمائي الدولي عام 1998.

## نشأته
ولد يوسف جبرائيل شاهين لأسرة مسيحية كاثوليكية من الطبقة الوسطى في 25 يناير 1926 في مدينة الإسكندرية، والده لبناني كاثوليكي من شرق لبنان من مدينة زحلة وأمه من أصول يونانية هاجرت أسرتها إلى مصر في القرن التاسع عشر، وكمعظم الأسر التي عاشت في الإسكندرية في تلك الفترة فقد كان هناك عدة لغات يتم التحدث بها في بيت يوسف شاهين. وعلى الرغم من انتمائه للطبقة المتوسطة إلا أن دراسته كانت في مدارس خاصة منها كلية فيكتوريا، والتي حصل منها على الشهادة الثانوية، حيث ذكرت الفنانة محسنة توفيق في إحدى الحوارات «أن أسرته كافحت لتعليمه».
بعد إتمام دراسته في جامعة الإسكندرية، انتقل إلى الولايات المتحدة وأمضى سنتين في معهد پاسادينا المسرحي (پاسادينا پلاي هاوس - Pasadena Play House) يدرس فنون المسرح.

## سيرته المهنية
بعد رجوع شاهين إلى مصر، ساعده المصور السينمائي ألڤيزي أورفانيللي (Alvise Orfanelli) بالدخول في العمل بصناعة الأفلام. كان أول فيلم له هو بابا أمين (1950). وبعد عام واحد شارك فيلمه ابن النيل (1951) في مهرجان أفلام كان. في 1970 حصل على الجائزة الذهبية من مهرجان قرطاچ. حصل على جائزة الدب الفضي في برلين عن فيلمه إسكندرية ليه؟ (1978)، وهو الفيلم الأول من أربعة تروي عن حياته الشخصية، الأفلام الثلاثة الأخرى هي حدوتة مصرية (1982)، إسكندرية كمان وكمان (1990) وإسكندرية - نيويورك(2004). في 1992 عرض عليه چاك لاسال (Jacques Lassalle) أن يعرض مسرحية من اختياره ل- كوميدي فرانسيز (Comédie Française). اختار شاهين أن يعرض مسرحية كاليجولا لألبير كامو والتي نجحت نجاحًا ساحقـًا. في العام نفسه بدأ بكتابة المهاجر (1994)، قصة مستوحاه من شخصية النبي يوسف ابن يعقوب. تمنى شاهين دائمًا صنع هذا العمل وقد تحققت أمنيته في 1994. ظهر شاهين كممثل في عدد من الأفلام التي أخرجها مثل باب الحديد وإسكندرية كمان وكمان.
في 1997، وبعد 46 عامًا و5 دعوات سابقة، حصل على جائزة اليوبيل الذهبي من مهرجان كان في عيده ال-50 عن مجموع أفلامه (1997)، منح مرتبة ضابط في لجنة الشرف من قبل فرنسا في 2006.
وبمناسبة الاحتفال بمئوية السينما المصرية شكل مركز الفنون التابع لمكتبة الإسكندرية عام 2006 لجنة فنية مؤلفة من النقاد أحمد الحضري، كمال رمزي وسمير فريد لاختيار أهم 100 فيلم مصري روائي طويل ممن تركوا بصمة واضحة خلال هذه المسيرة الطويلة واختير عدد سبعة من أفلامه ضمن هذه القائمة وهي: صراع في الوادي، باب الحديد، الناصر صلاح الدين، الأرض، العصفور، عودة الابن الضال وإسكندرية ليه.

## الموسيقى والغناء في أفلام يوسف شاهين
منذ بداية مشواره مع السينما، استخدم شاهين الموسيقى والغناء كعنصرين أساسيين في أفلامه منذ فيلمه الأول «بابا أمين» وحتى آخر أفلامه «هي فوضى».
في تلك الأفلام تعامل مع عدد كبير من المؤلفين والملحنين والمطربين وكان يشارك في اختيار الأغاني والموسيقى التي تخدم فكرة.
تعاون شاهين مع فريد الأطرش وشادية وقدمهما في صورة مختلفة في فيلم «أنت حبيبي» عام 1957، وقدم مع فيروز والأخوان رحباني فيلم «بياع الخواتم» عام 1965 واختار ماجدة الرومي لبطولة فيلم عودة الابن الضال عام 1976 ولطيفة في «سكوت هنصور» عام 2001.
ويمثل محمد منير حالة خاصة، لأنه أكثر المطربين مشاركة بصوته وأدائه في أفلام يوسف شاهين فقدم معه «حدوتة مصرية» عام 1982 أتبعها بفيلم «اليوم السادس» بعدها بأربعة أعوام، ثم فيلم «المصير» عام 1997. وخلال تلك المسيرة لحن شاهين أغنيتين الأولى هي «حدوتة حتتنا» في فيلم «اليوم السادس» وأدّاها الفنان محسن محيي الدين، والثانية هي «قبل ما» للطيفة في فيلمه «سكوت هانصور» من كلمات كوثر مصطفى وتوزيع الموسيقار عمر خيرت.

## ظهوره في أفلامه

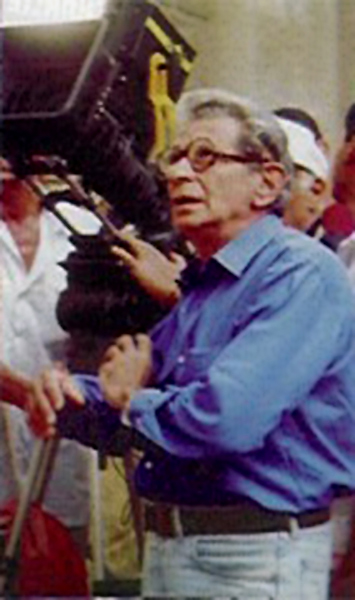
احيانا يظهر في أفلامه

ظهرت لقطة ليوسف شاهين يصرخ في أحد مساعديه «يمين إيه ح تخش في الحيط» في فيلم حدوتة مصرية، وله مبرره في الظهور في مشاهد أفلامه، لأنه يؤمن بضرورة التعبير عن رأيه، وظهر كممثل في أفلام أخرى كأدائه لشخصية «قناوي» في «باب الحديد»، ومشاهده القصيرة في «إسماعيل ياسين في الطيران» إخراج فطين عبد الوهاب، وظهر في لقطة خاطفة في فيلم (ابن النيل) أثناء نزول محمود المليجي على السلم هاربا من البوليس، ويبدو أن عباراته لإسماعيل «هايل يا سمعة.. كمان مرة.. عايز ضرب واقعي» اشتهرت لتتحول إلى أحد أشهر افيهات السينما التاريخية، كما قام شاهين بالتمثيل في أفلام أخرى من إخراجه مثل فيلم «فجر يوم جديد» و«اليوم السادس» و«إسكندرية كمان وكمان». وكان آخرها ظهوره في فيلم «ويجا» مجاملة لتلميذه خالد يوسف.
ويعرف عن شاهين معارضته للرقابة والتطرف وكذلك للحكومة المصرية وللإسلاميين، فيقول شاهين الذي يعتبر نفسه جزءاً من جيل الليبراليين المصريين أنه ما زال يكافح ضد الرقابة المحافظة سواءً من جانب الدولة أو المجتمع 

## حياته الخاصة

### آراؤه السياسية والاجتماعية
كان ليوسف شاهين آراء سياسية واجتماعية واضحة، ففي الفترة بين 1964 و 1968 عمل يوسف شاهين خارج مصر بسبب خلافاته مع رموز النظام المصري، وقد عاد إلى مصر بوساطة من عبد الرحمن الشرقاوي.
كما كان شاهين معارضا للرئيس حسني مبارك، وكذلك لجماعات ما يسمى «الإسلام السياسي» ..
كما تتضح آراؤه في عدد كبير من أفلامه كفيلم «باب الحديد» الذي صدم الجماهير بتقديمه صورة محببة للمراة العاهرة، وفيلم «العصفور» سنة 1973 الذي كان يشير إلى أن سبب الهزيمة في حرب 1967 يكمن في الفساد في البلد. كما أثار فيلم المهاجر عام 1994 غضب الأصوليين لأنه تناول قصة يوسف ابن يعقوب عليهما السلام.
كما تنوعت أفلام شاهين في مواضيعها فمن أفلام الصراع الطبقي مثل فيلم صراع في الوادي - الأرض - عودة الابن الضال - إلى أفلام الصراع الوطني والاجتماعي مثل - جميلة - وداعاً بونابرت - إلى سينما التحليل النفسي المرتبط ببعد اجتماعي مثل - باب الحديد - الاختيار - فجر يوم جديد.

### مرضه ووفاته
في مساء يوم 15 يونيو 2008، أُصيب يوسف شاهين بنزيف متكرر بالمخ، وفي 16 يونيو 2008 دخل يوسف شاهين في غيبوبة وأدخل إلى مستشفى الشروق بالقاهرة.
طالب خالد يوسف الذي أخرج مع شاهين فيلم «هي فوضى..؟» باستئجار طائرة خاصة لنقل شاهين إلى فرنسا أو بريطانيا لتلقي العلاج.، ولاحقا في ذلك اليوم نقل شاهين على متن طائرة إسعافات ألمانية خاصة إلى باريس، حيث تم إدخاله إلى المستشفى الأمريكي بالعاصمة الفرنسية، ولكن صعوبة وضعه حتمت عليه الرجوع إلى مصر.

توفي يوسف شاهين عن 82 عاما في الساعة الثالثة فجر يوم الأحد 27 يوليو 2008 بمستشفى المعادي للقوات المسلحة بالقاهرة، بعد دخوله في حالة غيبوبة لأكثر من ستة أسابيع ، وأقيم له قداس في كاتدرائية القيامة ببطريركية الروم الكاثوليك بمنطقة العباسية بالقاهرة ، ودفن جثمانه في مقابر الروم الكاثوليك بالشاطبي في مدينته الإسكندرية التي عشقها وخلدها في عدد من أفلامه ، وأقيم العزاء يوم 29 يوليو في مدينة السينما بالقاهرة. وقد نعاه قصرا الرئاسة في مصر وفرنسا حيث وصفه الرئيس الفرنسي نيكولا ساركوزي بالمدافع عن الحريات.

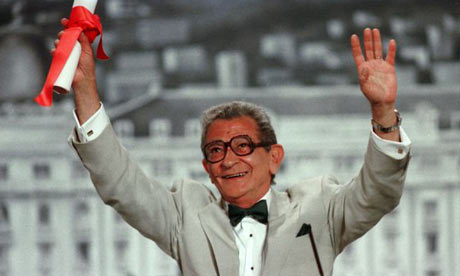
يوسف شاهين يحتفل بجائزة إنجاز مدى الحياة عن مجمل أعماله بمهرجان كان السينمائي لعام 1997.

## الجوائز التي حصل عليها
- التانيت الذهبية من أيام قرطاج السينمائية عن فيلم «الاختيار» عام 1970
- الدب الفضي  من مهرجان برلين السينمائي عن فيلم «إسكندرية... ليه؟» عام 1979
- أفضل تصوير  من مهرجان القاهرة السينمائي عن فيلم «إسكندرية كمان وكمان» عام 1989
- مهرجان أميان السينمائي الدولي عن فيلم «المصير» عام 1997
- الإنجاز العام من مهرجان كان السينمائي عن فيلم «المصير» عام 1997
- فرنسوا كالية من مهرجان كان السينمائي عن فيلم «الآخر» عام 1999
- اليونيسكو من مهرجان فينيسيا السينمائي عن فيلم «11/9/2001» عام 2003

## احتفال جوجل بذكرى ميلاده

جوجل تحتفل بميلاد يوسف شاهين 89

احتفلت موقع البحث جوجل في 25 يناير 2015 بذكرى ميلاد يوسف شاهين الـ 89 بتغيير شعار محرك البحث على النطاق المخصص لمصر والدول الناطقة بالعربية إلى شعار يحمل صورة يوسف شاهين خلف كاميرا سينمائية، وتحتفل جوجل دائما بذكرى ميلاد الشخصيات البارزة أو التي كان لها اسهامات مهمة.

## فيلموجرافيا
هناك ما يقارب من 37 فيلم طويل وخمسة أفلام قصيرة هي حصيلة حياة يوسف شاهين المهنية، نال عدة أفلام منها جوائز وترشيحات لمختلف الجوائز في العالم، أهمها جائزة الإنجاز العام من مهرجان كان السينمائي.
وفيما يلي قائمة بالأفلام الروائية الطويلة التي أخرجها يوسف شاهين:
- بابا أمين (1950): بطولة فاتن حمامة وحسين رياض وكمال الشناوي وماري منيب وفريد شوقي وهند رستم.[23] وهو أول أفلام يوسف شاهين (أخرجه ولم يكن عمره يتجاوز الـ24 عامًا)، وقد اعتمد على الفانتازيا التي كانت غريبة على السينما المصرية، حيث يصور الفيلم حياة شخص بعد الموت.[24]
- ابن النيل (1951)
- المهرج الكبير (1952)
- سيدة القطار (1952)
- نساء بلا رجال (1953)
- صراع في الوادي (1954)
- شيطان الصحراء (1954)
- صراع في الميناء (1956)
- ودعت حبك (1957)
- أنت حبيبي (1957)
- جميلة (فيلم) (1958)
- باب الحديد (1958)
- حب إلى الأبد (1959)
- بين إيديك (1960)
- رجل في حياتي (1961)
- نداء العشاق (1961)
- الناصر صلاح الدين (1963)
- فجر يوم جديد (1964)
- بياع الخواتم (1965)
- رمال من ذهب (1966)
- النيل والحياة (1968)
- الأرض (1969)
- الاختيار (1970)
- العصفور (1972)
- الناس والنيل (1972)
- عودة الابن الضال (1976)
- إسكندرية... ليه؟ (1978)
- حدوتة مصرية (1982)
- وداعا بونابارت (1985)
- اليوم السادس (1986)
- إسكندرية كمان وكمان (1990)
- المهاجر (1994)
- المصير (1997)
- الآخر (1999)
- سكوت حنصور (2001)
- إسكندرية - نيويورك (2004)
- هي فوضى (2007) [23]

كما أخرج يوسف شاهين ستة أفلام قصيرة هي:
- عيد الميرون (1967)
- سلوى (1972)
- الانطلاق (1974)
- القاهرة منورة بأهلها (1991)
- 11/9/2001 (2002)
- لكل سينماه (2007)

## من أقواله
- حين أستعرض مشواري مع السينما المصرية بكل سلبياته وإيجابياته.. وبكل ما قدمت من إضافات وبكل ما حصلت عليه من عذابات.. أستطيع القول إنني أخذت من السينما بقدر ما أعطيتها، وأن رحلتي مع السينما المصرية كانت تستحق كل ما قدمته من أجلها.
- إذا أردنا أن نعرف الفنان الملتزم فهو الذي يتقبل مسؤوليات اختياره بسلبياته وإيجابياته.

## وصلات خارجية
- يوسف شاهين على موقع IMDb (الإنجليزية)
- يوسف شاهين على موقع مونزينجر (الألمانية)
- يوسف شاهين على موقع الدهليز
- يوسف شاهين على موقع قاعدة بيانات الأفلام العربية
- يوسف شاهين على موقع ألو سيني (الفرنسية)
- يوسف شاهين على موقع تيرنر كلاسيك موفيز (الإنجليزية)
- يوسف شاهين على موقع أول موفي (الإنجليزية)
- يوسف شاهين على موقع قاعدة بيانات الأفلام السويدية (السويدية)
- يوسف شاهين على موقع ديسكوغز (الإنجليزية)
- يوسف شاهين على موقع قاعدة بيانات الفيلم (الإنجليزية)
- جوجل تحتفل بذكرى ميلاد يوسف شاهين